# Dictyanthus aeneus
Dictyanthus aeneus är en oleanderväxtart som beskrevs av R. E. Woodson. Dictyanthus aeneus ingår i släktet Dictyanthus och familjen oleanderväxter. Inga underarter finns listade i Catalogue of Life.